# مجموعة جيوش المنطقة الخلفية الجنوبية
مجموعة جيوش المنطقة الخلفية الجنوبية ( Rückwärtiges Heeresgebiet Süd ) واحدة من القيادات الثلاثة لمجموعة قيادة المنطقة الخلفية للجيش، التي تأسست خلال الغزو الألماني للاتحاد السوفيتي عام 1941. بقيادة الجنرال كارل فون روكس، كان من مساحة القضاء العسكري وراء خطوط الفيرماخت لمجموعة الجيوش الجنوبية.
كانت وظيفة المجموعة الخلفية للمنطقة الجنوبية هي توفير الأمن وراء القوات المقاتلة. كان أيضًا موقعًا للقتل الجماعي أثناء الهولوكوست وجرائم أخرى ضد الإنسانية استهدفت السكان المدنيين. على حد تعبير المؤرخ مايكل باريش، فإن قائد الجيش «ترأس إمبراطورية الرعب والوحشية». 

## التنظيم
قائد المنطقة الجنوبية للجيش، اللواء كارل فون روكيس، كان مسؤولاً عن أمن المنطقة الخلفية. كان مقرها الرئيسي تابعًا لـ مجموعة الجيوش الجنوبية، بينما كان أيضًا مسؤولًا عن قائد الإمداد العام في الفيرماخت إدوارد فاغنر ، الذي كان يتحمل المسؤولية الكاملة عن أمن المنطقة الخلفية. 
سيطر روك على ثلاثة فرق أمنية ( 213 و444 و454) وأشرف على وحدات الشرطة الميدانية السرية في فيرماخت. عملت بالتوازي وبالتعاون مع فريدريش جيكلن، القيادات القائد الأعلى لقوات الأمن والشرطة المعينين من قِبل رئيس قوات الأمن الخاصة، هاينريش هيملر. 

## الحرب الأمنية والجرائم ضد الإنسانية
شملت واجبات قادة المنطقة أمن الاتصالات وخطوط الإمداد والاستغلال الاقتصادي ومكافحة المقاتلين (الثوار) في المناطق الخلفية للفيرماخت، والتي كانت المهام الرئيسية للفرق الأمنية.  بالإضافة إلى ذلك، تعمل تشكيلات الأمن والشرطة في شوتزشتافل والشرطة الأمنية الألمانية في المناطق، وتخضع لقادة قوات الأمن العليا والشرطة. وفوج الشرطة الجنوبية وكتائب شرطة النظام الإضافية. ارتكبت هذه الوحدات القتل الجماعي خلال الهولوكوست وغيرها من الجرائم ضد الإنسانية. أثناء تواجدها تحت الولاية العسكرية، كانت المنطقة موقعا لمذابح في بابي يار وكاميانيتس بوديلسكي. 
قامت التشكيلات الأمنية، في كثير من الأحيان بالتنسيق مع أو تحت قيادة الفيرماخت، بحرب أمنية تستهدف السكان المدنيين. إن ما يسمى بالعمليات المناهضة للحزب في المناطق التي تنتشر فيها العصابات هي بمثابة تدمير للقرى، والاستيلاء على الماشية، وترحيل السكان القادرين على العمل بدافع العبودية إلى ألمانيا وقتل من هم دون سن العمل.

## القادة
- كارل فون روكيس [2]
- إريك فريدريسي [1]
- يواكيم ويتثوفت ( مجموعة جيوش المنطقة الخلفية الجنوبية ب) [5]
- فريدريش ميث ( مجموعة جيوش المنطقة الخلفية الجنوبية دون) [5]

### اقتباسات
1. 1 2  Parrish 1996.
2. 1 2 3  Megargee 2007.
3. ↑  Shepherd 2003.
4. ↑  Brandon & Lower 2008.
5. 1 2  Pohl 2008.